# Zaluzianskya karrooica
Zaluzianskya karrooica är en flenörtsväxtart som beskrevs av O.M. Hilliard. Zaluzianskya karrooica ingår i släktet Zaluzianskya och familjen flenörtsväxter. Inga underarter finns listade i Catalogue of Life.